# Saltator aurantiirostris
Saltator aurantiirostris là một loài chim trong họ Thraupidae.